# Youtheatre
 (novembre 2022).
Il peut être nécessaire de l'améliorer pour respecter le principe de neutralité de point de vue. Veuillez consulter la page de discussion pour plus de détails.

Fondé à Montréal en novembre 1968 par Wayne et Doreen Fines, le Youtheatre la plus ancienne compagnie anglophone de Montréal. Durant ces premières 40 années d'existence, les productions du Youtheatre ont été jouées devant plus de deux millions de jeunes du Québec et du Canada. Depuis 1992, Michel Lefebvre assure la direction générale et artistique de la compagnie, ayant pour mission la création et la production d’œuvres de dramaturges canadiens.

## Historique
D'abord investi dans la communauté anglophone, le Youtheatre revendique depuis la saison 1999-2000 le statut de compagnie bilingue et continue année après année à se tailler une place au sein de la communauté francophone.[non neutre] Jusqu'à 30 000 jeunes assistent annuellement à ces productions.
Lors de la saison 2006-2007, le Youtheare a fait ses premiers pas à l'international avec une tournée au Royaume-Uni de son œuvre phare Bang Boy, Bang!.